# 鳥取県道287号河原郡家線
鳥取県道287号河原郡家線（とっとりけんどう287ごう かわはらこおげせん）は、鳥取県鳥取市から八頭郡八頭町に至る一般県道である。

## 概要
鳥取市河原町長瀬から八頭郡八頭町宮谷に至る。

### 路線データ
- 起点：鳥取県鳥取市河原町長瀬（長瀬交差点、鳥取県道32号郡家鹿野気高線交点、鳥取県道500号鳥取河原自転車道線上）
- 終点：鳥取県八頭郡八頭町宮谷（郡家公民館入口交差点、国道29号交点）

## 路線状況

### 重複区間
- 鳥取県道500号鳥取河原自転車道線（鳥取市河原町長瀬（起点） - 鳥取市河原町片山）
- 鳥取県道293号鳥取郡家線（八頭郡八頭町石田百井 - 八頭郡八頭町池田）

### 道路施設

#### 橋梁
- 出合橋（千代川、鳥取市）

## 地理

### 通過する自治体
- 鳥取県
  - 鳥取市 - 八頭郡八頭町

### 交差する道路
| 交差する道路                                                                                        | 市町村名 | 市町村名 | 交差する場所 | 交差する場所                |
| --------------------------------------------------------------------------------------------------- | -------- | -------- | ------------ | --------------------------- |
| 鳥取県道32号郡家鹿野気高線 鳥取県道42号鳥取河原線 重複 鳥取県道500号鳥取河原自転車道線 重複区間起点 | 鳥取市   | 鳥取市   | 河原町長瀬   | 長瀬交差点 / 起点           |
| 鳥取県道500号鳥取河原自転車道線 重複区間終点                                                        | 鳥取市   | 鳥取市   | 河原町片山   |                             |
| 国道53号 国道373号 重複                                                                             | 鳥取市   | 鳥取市   | 河原町片山   | 片山交差点                  |
| 鳥取県道229号米岡河原停車場線                                                                       | 八頭郡   | 八頭町   | 米岡         |                             |
| 鳥取県道293号鳥取郡家線 重複区間起点                                                                | 八頭郡   | 八頭町   | 石田百井     |                             |
| 鳥取県道293号鳥取郡家線 重複区間終点                                                                | 八頭郡   | 八頭町   | 池田         |                             |
| 国道29号                                                                                            | 八頭郡   | 八頭町   | 宮谷         | 郡家公民館入口交差点 / 終点 |

### 交差する鉄道
- 因美線

### 沿線
- 千代川
- 霊石山
- JR西日本山陰本線 郡家駅